# Bought and Paid For (film 1916)
Bought and Paid For è un film muto del 1916 diretto da Harley Knoles con protagonista Alice Brady. La sceneggiatura di Frances Marion si basa sull'omonimo lavoro teatrale di George Broadhurst, grande successo di Broadway prodotto da William A. Brady, commedia che aveva debuttato al Playhouse Theatre il 26 settembre 1911.
Nel 1922, la Paramount ne fece un remake sempre con il titolo Bought and Paid For, film diretto da William C. de Mille che aveva come protagonisti Agnes Ayres e Jack Holt.

## Trama
Virginia Blaine sposa per interesse il milionario Robert Stafford. Quando è sobrio, lui la riempie di regali ma quando beve, le rinfaccia di non essere altro che un oggetto di sua proprietà, che lui ha comprato e che può usare come gli pare. Virginia, pur cominciando ad amare il marito, si rende conto che le accuse di Robert sono vere e lo lascia. Per vivere, trova lavoro come commessa. Sarà il cognato, James Gille, a far incontrare di nuovo i due che riusciranno a riconciliarsi per tornare a vivere insieme.

## Produzione
Il film fu prodotto dalla William A. Brady Picture Plays.

## Distribuzione
Il copyright del film, richiesto dalla William A. Brady, fu registrato il 6 novembre 1916 con il numero LU9512.
Distribuito dalla World Film, il film uscì nelle sale cinematografiche statunitensi l'8 novembre 1916.